# Коляновский, Вадим Иосифович
Вадим Иосифович Коляновский (8 апреля 1873, с. Попово, Полтавская губерния — 8 декабря 1949, Иркутск) — архитектор, выпускник Института гражданских инженеров (ИГИ). Один из ведущих архитекторов Иркутска перед революцией.

## Биография

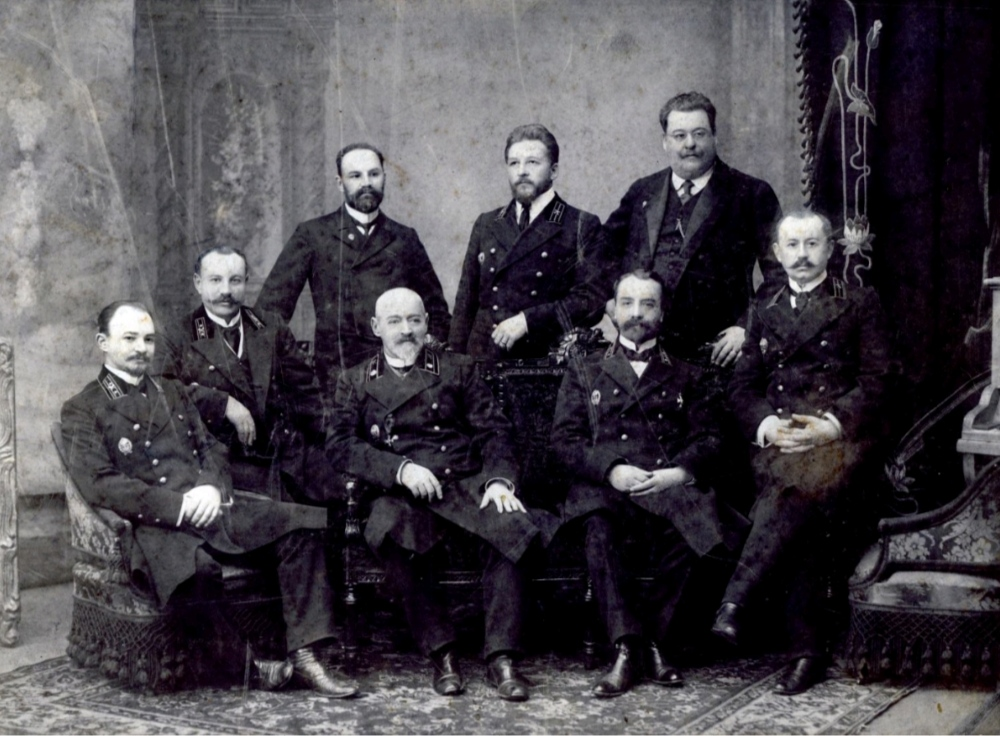
В. И. Коляновский (крайный слева в нижнем ряду) среди коллег-архитекторов, 1908 год

Родился в семье надворного советника, в селе Попово Полтавской губернии. В 1894 году во время летних каникул уезжал в Варшаву, а в следующем году в Полтаву. В 1897 году вступил в право наследства в связи со смертью отца. Весной 1898 года находился на излечении от брюшного тифа в Александровской мужской больнице. В мае 1898 года получил диплом об окончании Института гражданских инженеров (ИГИ), с правом на чин X класса. Работал в течение многих лет в Иркутской губернии. Выполнял проекты и постройки для населённых мест в Забайкалье, Иркутской области и других территорий. В советское время работал в отделе главного архитектора города. 18 января 1948 года в газете Восточно-Сибирская правда опубликовал статью «Проблемы нового Иркутска». Скончался в Иркутске 8 декабря 1949 года. Траурная панихида прошла в клубе коммунальников 10 декабря. Погребён на Амурском кладбище.